# وایت پلینز، شهرستان چمبرز، آلاباما
وایت پلینز (به انگلیسی: White Plains) یک منطقهٔ مسکونی در ایالات متحده آمریکا است که در شهرستان چمبرز، آلاباما واقع شده‌است. وایت پلینز ۳۱۹٫۱۳ متر بالاتر از سطح دریا واقع شده‌است.